# Reciclaje de vidrio en España
El reciclaje del vidrio en España se organizó a partir de la legislación europea sobre envases y residuos de envases (1994) y la Ley española de envases y residuos de 1997; lo que llevó a la creación de un sistema integrado de gestión de los residuos de envases de vidrio de un solo uso.

## Desarrollo
El reciclaje de los envases de vidrio empezó a legislarse en la Unión Europea mediante la Directiva europea 94/62 relativa a los envases y residuos de envases.  Ello llevó a la constitución en España de sistemas integrados de gestión, y la posterior promulgación en España de la Ley de envases y residuos de 1997.
El sistema integrado de gestión o sistema colectivo de responsabilidad ampliada del productor (SCRAP)  para la recogida selectiva y reciclaje de los residuos de envases de vidrio de un solo uso en España está gestionado por la Sociedad Ecológica para el Reciclado de Envases de Vidrio –Ecovidrio- y se basa en el principio de responsabilidad ampliada del productor. Según la Ley de envases de 1997 los fabricantes que comercializan o ponen envases en el mercado tienen la responsabilidad de gestionar y financiar la valorización de los residuos generados por esta actividad.
La Ley de envases del 1 de enero de 1998 significó para las administraciones municipales la obligación de una recogida selectiva y posterior reciclaje de estos envases.  La colaboración entre administraciones públicas, el sistema integrado de gestión y las empresas se realiza mediante la autorización de cada comunidad autónoma y la firma de un convenio marco.

## Colaboración ciudadana
El funcionamiento del sistema depende de la colaboración ciudadana, son los vecinos o comerciantes los que en un primer momento separan sus residuos y los colocan en los contenedores apropiados. Los contenedores de vidrio son fácilmente identificables por su color verde y tener forma de iglú, por lo que se denominan informalmente «iglúes». No requieren obra civil para su instalación y son vaciados con regularidad. Según los últimos datos disponibles de 2018, existen 225.019 contenedores.
Siendo España el segundo país del mundo en ingresos por turismo y el primero de Europa, el sector de la hostelería es fundamental para el reciclaje del vidrio ya que genera el 48 % de los residuos de envases de vidrio de un solo uso. En este caso, los establecimientos del sector de hostelería, cáterin y restauración utilizan contenedores de boca más ancha. En zonas históricas con dificultades de acceso hay servicios de recogida puerta a puerta.

## Tasa de reciclaje
En 2016 se reciclaron el 66,5% de los envases de plástico (63,8% en 2015), el 84,8% de las latas (82,9% en 2015) y el 82,3% de los envases de papel y cartón (82,9% en 2015, único descenso). Todas las tasas superan ya los objetivos marcados por Europa para 2025. 
Según datos del Ministerio de Agricultura, Alimentación y Medio Ambiente de España (Magrama) para 2013,  la tasa de reciclaje de vidrio era de 67,4 %, en consonancia con la media europea del 70 %, y por encima de la exigencia del 60 % de la Unión Europea.
Según el informe sobre generación y tratamiento de residuos de Eurostat  “los españoles generan menos residuos municipales que la media de la UE, pero también se recicla, se composta y se incinera menos, recurriendo con demasiada frecuencia a los vertederos”. De los 449 kg de residuos por habitante tan solo un 20 % se recicla, un 10 % se somete a compostaje y otro 10 % se incinera; el resto (60 %) se deposita en vertederos.
Según las cifras de Ecovidrio, el reciclaje a través del contenedor sumado al de otras fuentes, permiten estimar una tasa de reciclado en 2018 del 76,5% Cada español recicló en 2018 una media de 18 kilogramos de residuo de envase de vidrio, unos 68 envases de media por persona. El 78% de los hogares españoles declara reciclar vidrio siempre. Entre 1997 y 2014 los españoles han reciclado más de 12 millones de toneladas de envases de vidrio, siendo algunas zonas turísticas donde más se recicla y donde hay mayor consumo. 
Entre comunidades autónomas, con datos de 2018, destacan con mayores tasas de reciclaje las zonas turísticas, pues también hay mayor consumo: Baleares (30 kg/habitante), País Vasco (27,5 kg/hab.), La Rioja (27,5 kg/hab.), Navarra (25,9 kg/hab.), y Cataluña (21,4 kg/hab) son las comunidades autónomas más recicladoras.
Las capitales que más reciclan vidrio son San Sebastián (38,4 kg/habitante), Pamplona (29 kg/hab), Barcelona (22,7 kg/hab), Bilbao (22,6 kg/hab) y Palma de Mallorca (22,5 kg/hab).
La época del año en la que más se recicla, en Navidades y la época estival,  también coincide con la de mayor consumo.